# Akotropis fumata
Akotropis fumata är en insektsart som beskrevs av Matsumura 1914. Akotropis fumata ingår i släktet Akotropis och familjen vedstritar. Utöver nominatformen finns också underarten A. f. impersonata.